# António Zeferino
António Carlos Zeferino Pina (17 de gener de 1966) és un atleta de Cap Verd, especialitzat en llarga distància que corre marató i mitja marató.

## Biografia
Zeferino ha estat olímpic en tres ocasions, primer competint per Cap Verd en un esdeveniment a Maia, Portugal, on fixà un record nacional en els 3000 metres obstacles que ja no s'ha mogut. L'any següent, als Jocs Olímpics d'Atlanta del 1996, Zeferino va fer història amb Henry Andrade i Isménia fer Frederico, que van esdevenir els primers atletes per representar una nació africana tant petita a les Olimpíades. En la marató masculina va acabar 94è amb un temps de 2:34:13.
L'any següent va competir als Campionat del Món d'atletisme de 1997, acabant 37è a la marató amb un temps de 2:25:56. Dos anys més tard el febrer de 1999, Zeferino va enregistrar el seu millor temps en la marató al Sevilla, que va acabar amb 2:23:16. Sis mesos més tard, als Campionat del Món d'atletisme de 1999, va acabar la marató en 2:26:03 el que li va valdre la 39a posició.
Als 2000 Summer Olympics de Sydney, Zeferino va millorar la seva marca travessant la línia en el 67è lloc amb un temps de 2:29:46. L'any següent va completar els 2001 Campionats Mundials, on va acabar la marató al 51è lloc amb 2:32:46. La última cursa de Zeferino va ser la marató dels 2004 Jocs d'Atenes amb 38 anys, que va acabar a la 78 posició amb un temps de 2:36:22.
Zeferino també ha completat els anys 1998, 1999 i 2003 els Campionats de Marató Mitjos Mundials IAAF acabant a 117è, 91è i 70è respectivament i també ha completat tant el 1999 com el 2000 el Campionat de Cross Mundial dels homes sèniors, acabant 141è i 145è respectivament.